# Henry Earle Vaughan
Henry Earle Vaughan, mais conhecido como H. Earle Vaughan (3 de fevereiro de 1912 — Pinehurst, 9 de março de 1978) foi um engenheiro estadunidense.